# Zheng Lulu
En aquest nom xinès, el cognom és Zheng.
Zheng Lulu (en xinès: 鄭璐璐, 24 de gener de 1987) és una ciclista xinesa, especialista en el ciclisme en pista.

## Palmarès
- 2007
  - Campiona d'Àsia en Velocitat en Keirin
  - Campiona d'Àsia en Velocitat per equips (amb Guo Shuang)
- 2008
  - Campiona d'Àsia en Velocitat en Keirin
  - Campiona d'Àsia en Velocitat
  - Campiona d'Àsia en Velocitat per equips (amb Gong Jinjie)
- 2009
  - Campiona d'Àsia en Velocitat en Keirin
  - Campiona d'Àsia en Velocitat
  - Campiona d'Àsia en Velocitat per equips (amb Gong Jinjie)